# Ladislav Sokolovački
Ladislav Sokolovački – wieś w Chorwacji, w żupanii kopriwnicko-kriżewczyńskiej, w gminie Sokolovac. W 2011 roku liczyła 120 mieszkańców.